# Dwanaście wielkich świąt Kościoła prawosławnego

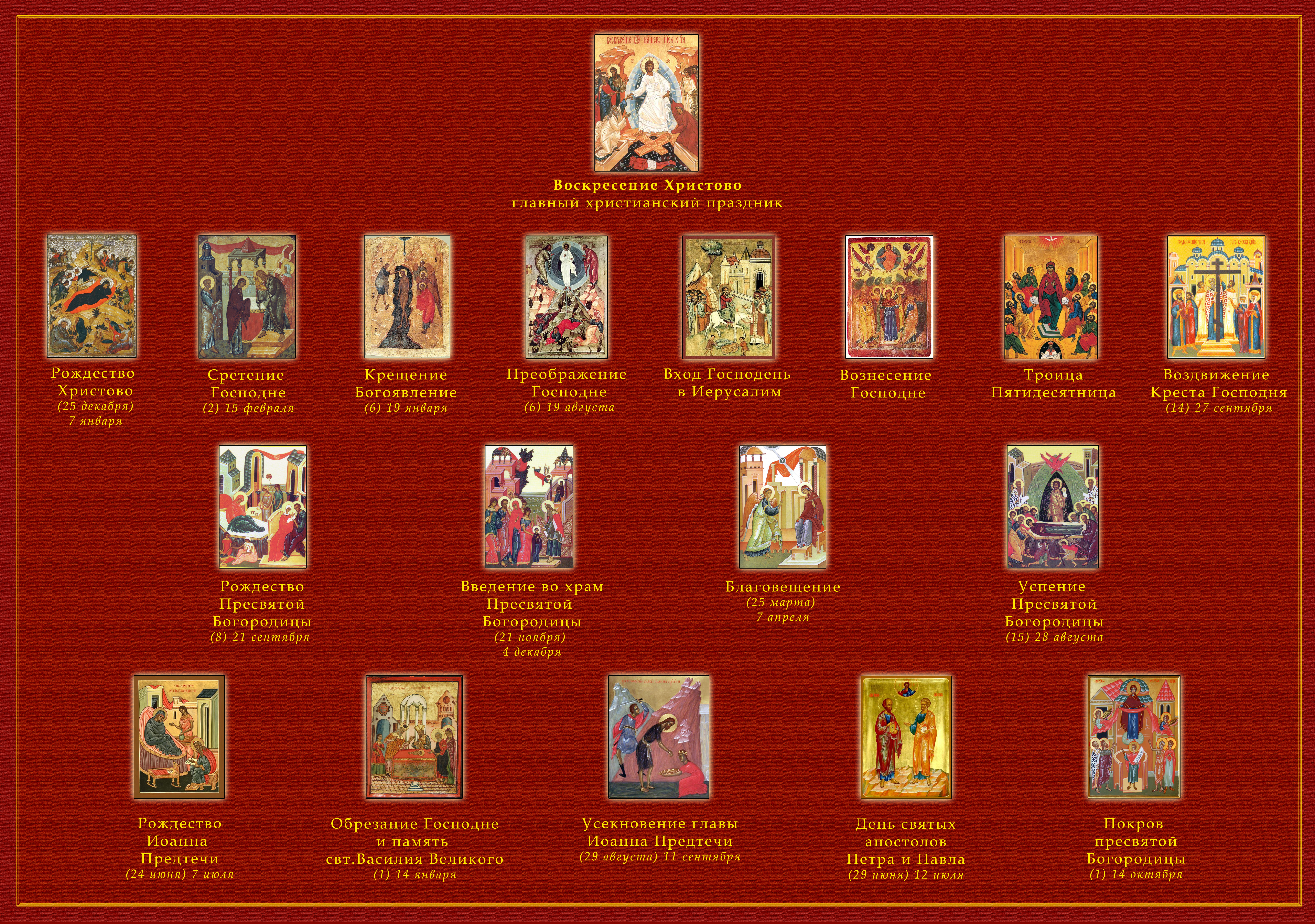
Ikony Wielkich Świąt Prawosławnych. Na szczycie ikona Zmartwychwstania Pańskiego – Święto Świąt, najważniejsze w roku. Drugi rząd, święta poświęcone Chrystusowi: Narodzenie Pańskie, Spotkanie Pańskie, Objawienie Pańskie (Chrzest Chrystusa), Przemienienie Pańskie, Wjazd Chrystusa do Jerozolimy, Wniebowstąpienie Pańskie, Świętej Trójcy (Zesłanie Ducha Świętego), Podwyższenie Krzyża Pańskiego. Trzeci rząd, święta poświęconej Matce Bożej: Narodzenie Matki Bożej, Wprowadzenie Matki Bożej do Świątyni, Zwiastowanie, Zaśnięcie Matki Bożej. W najniższym rzędzie święta z kategorii średnich: Narodzenie Jana Chrzciciela, Obrzezanie Pańskie, Ścięcie Głowy św. Jana Chrzciciela, Świętych Piotra i Pawła, Opieki Matki Bożej.

Dwanaście wielkich świąt Kościoła prawosławnego (z j. gr. dodekaorton, cs. Двунадесятые праздники) – dwanaście głównych świąt prawosławnego roku liturgicznego. 
Obchodzenie świąt w Cerkwi prawosławnej ma za zadanie przypominania oraz odtworzenia wydarzeń i postaci z przeszłości. Poprzez coroczną celebrację każdego święta wierni otrzymują wskazówki dotyczące ich życia w wierze i odnawiają więź ze wspólnotą Cerkwi. Porządek świąt w roku ma wyrażać boski plan zbawienia i Bożą Opatrzność.
Wielkie święta z liczby dwunastu charakteryzują się uroczystym nabożeństwem i obecnością dni przed- i poświątecznych. Większość z nich ma po jednym dniu przedświątecznym (wigilia, cs. predprazdnstwo). Wyjątki stanowią Narodzenie Chrystusa i Chrzest Pański, poprzedzane odpowiednio pięcioma i czterema dniami przygotowawczymi oraz Wjazd Chrystusa do Jerozolimy, Pięćdziesiątnica i niekiedy Zwiastowanie Bogurodzicy, które nie mają dni przedświątecznych. Liczba dni poświątecznych (oktawa, cs. poprazdnstwo) jest różna: od jednego dnia po święcie Zwiastowania Bogurodzicy do 8 dni podczas Chrztu Pańskiego, Wniebowstąpienia Pańskiego czy Zaśnięcia Bogurodzicy. Żadnego dnia nie ma jedynie Wjazd Pański do Jerozolimy (bezpośrednio po tym święcie zaczyna się Wielki Tydzień) i niekiedy Zaśnięcie Bogurodzicy.

## Historia
Tradycja obchodzenia wielkich świąt formowała się na przestrzeni wieków. Do X wieku było ich mniej niż dwanaście. W IV i V wieku występowało Zmartwychwstanie Pańskie, Narodzenie Chrystusa, Chrzest Pański i Pięćdziesiątnica (Zstąpienie Ducha Świętego na Apostołów). Z czasem zaczęto świętować także Ukrzyżowanie Chrystusa, Zwiastowanie i Spotkanie Pańskie. Liczba dwunastu wielkich świąt uformowała się na przełomie XI i XII wieku. Zestawienie to charakteryzowała się dominacją świąt poświęconych Chrystusowi nad tymi poświęconymi Bogurodzicy. Ostatecznie katalog wielkich świąt w obecnej postaci uformował się w XVI–XVII wieku. Duże znaczenie ma sama ilość świąt, ponieważ liczba dwanaście traktowana jest w Cerkwi jako pełnia – symbolizuje Dwunastu Apostołów, dwanaście bram prowadzących do Jeruzalem, dwanaście-krotny plon z drzewa życia oraz dwanaście pieczęci Ducha Świętego.

## Podział
W prawosławiu święta podzielone są na trzy grupy: wielkie, średnie i małe. W grupie wielkich świąt znajdują się tzw. wielkie święta z liczby dwunastu. Cerkiew dzieli je na 8 świąt Pańskich, czyli tych, które poświęcone są Jezusowi Chrystusowi (cs. Hospodskije prazdniki) oraz 4 święta poświęcone Bogurodzicy (cs. Bohorodicznyje prazdniki), przy czym niektórzy badacze święto Pięćdziesiątnicy i Podwyższenia Krzyża Pańskiego wydzielają z grupy świąt Pańskich w osobną grupę świąt eklezjalnych. 
Spośród wszystkich świąt dziewięć to święta nieruchome, natomiast trzy mają datę zmienną, uzależnioną od daty święta Zmartwychwstania Pańskiego. Samo święto Zmartwychwstania Pańskiego bywa niekiedy nazywane wielkim świętem, nie zalicza się go jednak do liczby dwunastu. Jest to bowiem święto przewyższające swoim znaczeniem wszystkie inne, Święto Świąt i uroczystość nad uroczystościami.

## Lista świąt prawosławnych w starym i nowym stylu
1. Narodzenie Przenajświętszej Bogurodzicy, cs. Rożdiestwo Prieswiatoj Bohorodicy (8/21 września)[a]
2. Podwyższenie Krzyża Pańskiego, cs. Wozdwiżenije Kriesta Hospodnia (14/27 września)
3. Wprowadzenie Przenajświętszej Bogurodzicy do Świątyni, cs. Wwiedienije wo chram Prieswiatoj Bohorodicy (21 listopada/4 grudnia)
4. Narodzenie Chrystusa, cs. Rożdiestwo Christowo (25 grudnia/7 stycznia)
5. Chrzest Pański, cs. Kreszczenije Hospodnie (6/19 stycznia)[b]
6. Spotkanie Pańskie, cs. Sretienije Hospodnie (2/15 lutego)
7. Zwiastowanie Przenajświętszej Bogurodzicy, cs. Błahowieszczenije Prieswiatoj Bohorodicy (25 marca/7 kwietnia)
8. Wjazd Chrystusa do Jerozolimy (Niedziela Palmowa), cs. Wchod Hospodien wo Ijerusalim (ostatnia niedziela przed rozpoczęciem Wielkiego Tygodnia)
9. Wniebowstąpienie Pańskie, cs. Wozniesienije Hospodnie (40. dzień po Zmartwychwstaniu Pańskim)
10. Zesłanie Ducha Świętego na Apostołów (Pięćdziesiątnica), cs. Soszestwije Swiataho Ducha na Apostołow (50 dzień po Zmartwychwstaniu Pańskim)
11. Przemienienie Pańskie, cs.  Preobrażenije Hospodnie (6/19 sierpnia)
12. Zaśnięcie Przenajświętszej Bogurodzicy, cs. Uspienije Preswiatoj Bohorodicy (15/28 sierpnia)[8].